# Счётчик воды

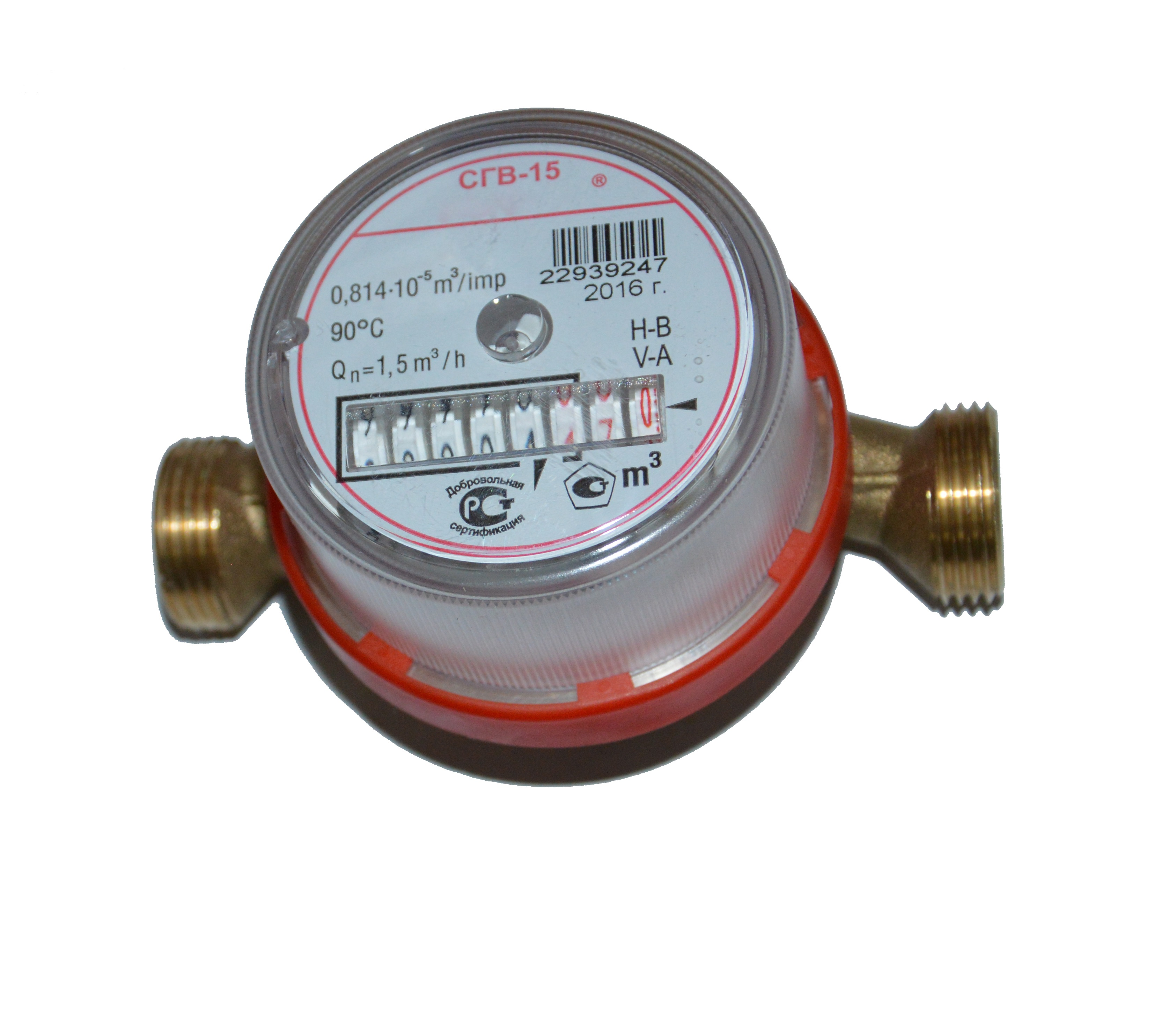
Счётчик горячей воды — 15-я модель (СГВ-15).

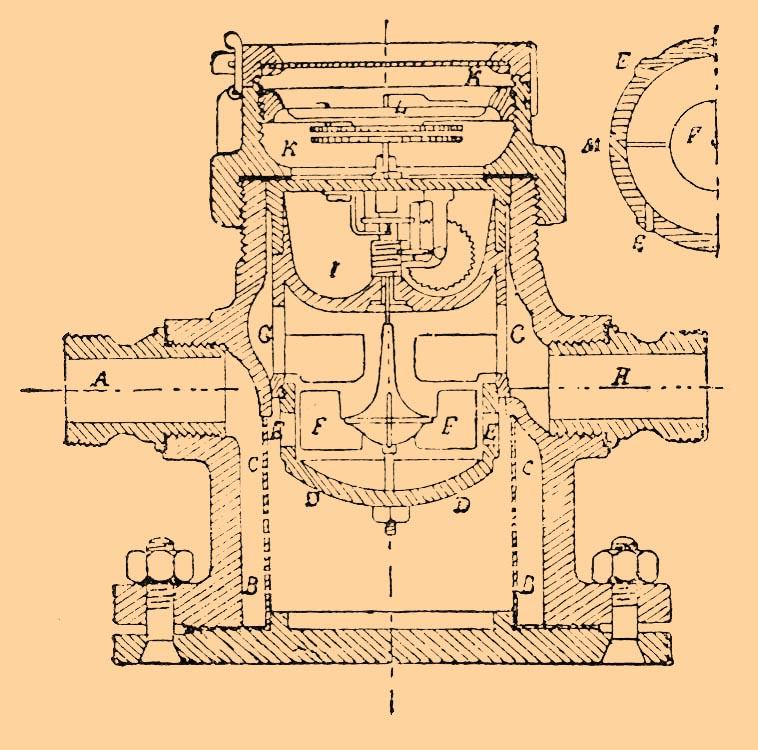
Чертёж водомера, построенный фирмой Сименс и Гальске, применявшийся на городских водопроводных сетях, иллюстрация из энциклопедического словаря Брокгауза и Ефрона, 1890 — 1907 годов.

Счётчик воды (водяной счётчик, водомер) — средство контроля (прибор, счётчик, изделие), предназначенное для измерения и учёта объёма воды, проходящего по водопроводу в месте его установки (расхода воды). 
Водосчётчики как правило, объём воды (расход) измеряют в кубометрах или литрах. Также в качестве единиц измерения могут применяться галлоны, кубические футы и другие единицы измерения. Наиболее частое практическое применение водосчётчиков — учёт расхода воды.

## История
Первая официально задокументированная идея механизма водомера (Wassermesser) была предложена немецким инженером Рейнардом Волтманом в 1790 году.  В 1824 году Томас Кеннеди из Аргайла предложил механизм счётчика воды, который в дальнейшем получил широкое распространение. На конец XIX столетия примером водомера хорошей конструкции, успешно применяемого на городских водопроводных сетях, служил снаряд, построенный фирмой Сименс и Гальске.

### Счётчик воды в России
В 1892 году в России при Мытищинском водопроводе была открыта Алексеевская насосная станция, которую улучшили до ремонтно-механического завода. На нем стали производить, а также и ремонтировать первые российские приборы, учитывающие расход потребляемой населением воды. В СССР бытовые счётчики воды начали внедряться с 1935 года, и за их выпуск отвечал московский завод «Водоприбор». Но советское государство отказалось от индивидуального учёта расхода воды и ввело общие нормы потребления воды. И тогда, когда все другие государства и страны продолжали использовать и совершенствовать счётчики воды, в Советском Союзе ещё долго не пользовались индивидуальным учётом расхода воды.
В 1960-е годы, характеризующиеся научно-техническим прогрессом, появилась идея создания двух новых — вихревых — счётчиков воды: магнитного и ультразвукового. Первый российский вихревой счётчик был разработан в НИИ Теплоприбор в 1980-е годы. Завод Старорусприбор стал первым производителем данного прибора. Вихревые ультразвуковые счетчики для промышленного применения впервые были представлены в Японии в 1963 году.
В СССР в 1983 году разработали первые госстандарты, регламентирующие производство приборов учёта воды и действующие по сей день («Счётчики холодной воды турбинные. Технические условия ГОСТ 14167-83» и «Счётчики холодной воды крыльчатые. Общие технические условия ГОСТ 6019-83»).
Советские инженеры и конструкторы внесли значительный вклад в разработку теоретических основ нового поколения приборов для учёта расхода воды. Водяные счётчики вошли в повседневный быт в 1994 году, когда Правительство Российской Федерации издало Постановление № 505, запрещавшее принимать в эксплуатацию квартиры после капремонта или строительства без водосчётчиков. 3 апреля 1996 года вышел Федеральный закон РФ «Об энергосбережении», в котором населению рекомендовалось использовать индивидуальные приборы учёта.
C 1 июля 2012 года в России вступила в силу норма закона «Об энергосбережении» (Федеральный закон от 23 ноября 2009 года № 261 «Об энергосбережении и о повышении энергетической эффективности и о внесении изменений в отдельные законодательные акты Российской Федерации»), требующая обязательной установки счётчиков воды во всех квартирах тех домов, где есть центральное водоснабжение. На сегодняшний день норма потребления на человека в среднем превышает реальный расход воды примерно в три раза, поэтому установка приборов учёта воды приносит положительный экономический эффект.

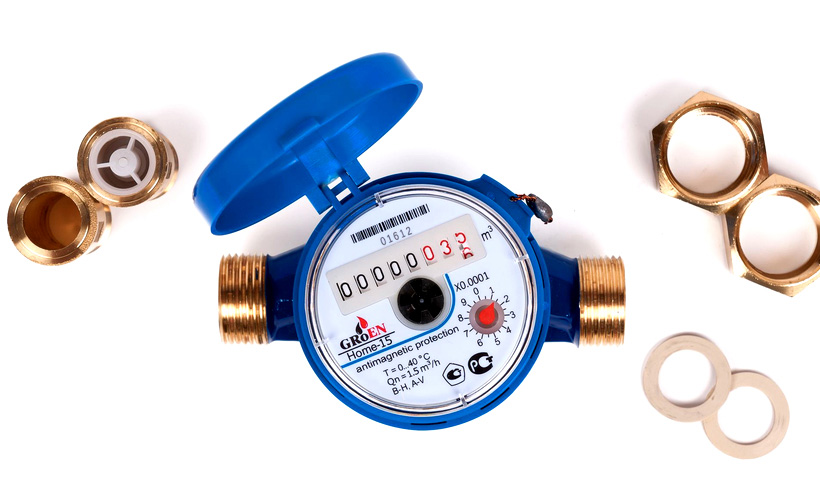
Тахометрический счётчик холодной воды.

## Виды и типы
Водомеры или счётчики воды бывают:
- Счётчик холодной воды;
- Счётчик горячей воды;
- Тахометрические счётчики воды;
- иные.

## Принцип работы
Водосчётчик состоит из расходомера и счётного механизма, как правило, изолированного от попадания воды. В бытовых приборах обычно применяются тахометрические расходомеры, основанные на измерении количества оборотов крыльчатки или микротурбины, вращаемой потоком воды. На крыльчатку насажен круглый ведущий магнит с полюсами в его противоположных сторонах. В расходомерах вставлен ведомый магнит. При вращении крыльчатки магнитное поле магнита крыльчатки взаимодействует с магнитным полем магнита расходомера и приводит его во вращение. Вращение с помощью системы редукторов передается счётчикам.
В промышленных устройствах также могут применяться вихревые, ультразвуковые и электромагнитные расходомеры.

## Оплата
Существуют технологии автоматизированного сбора показаний счётчиков, требующие подключения счётчика к интернету.
Пользователи, стремящиеся уменьшить оплату за воду, незаконно вносят в конструкцию счётчика изменения, например, замедляют вращение крыльчатки магнитом. При обнаружении данной махинации потребитель может быть привлечён к ответственности и выплате штрафа. 

## Поверка счётчиков
Поверка счётчиков — процедура поверки нескольких видов средств измерений (счётчиков воды, газа, электроэнергии), представляющая собой совокупность операций, выполняемых в целях подтверждения соответствия средств измерений метрологическим характеристикам.